# Alfonso Silba
Prof. Alfonso Silba (Avellino, 23 settembre 1945) è un pittore e scultore italiano, di origine campana ma molto legato alla vita e alla cultura di Orosei e della Sardegna.

## Biografia
Alfonso Silba nasce ad Avellino e si diploma nel 1964 presso l'Istituto d’Arte della cittadina, formandosi presso la bottega, Libera Scuola d'Arte, di Filippo de Jorio. 
Nell'ottobre del 1965 si trasferisce in Sardegna, ad Orosei, ed inizia ad insegnare Educazione Artistica presso la Scuola Media del paese. Proprio ad Orosei conosce la moglie Paola Cabras. Nel 1966 inizia, proprio da una piccola saletta in centro storico, ad esporre le proprie opere e nel 1967 espone a Nuoro in una galleria d'arte, dove conosce Costantino Nivola.
Continuando a sperimentare con l'arte, partecipa al "Secondo Premio di Pittura Estemporanea 'Città di Avellino' " dove raggiunge il quarto posto su ottanta partecipanti.
Il forte rapporto con la cultura sarda e con la sua storia, e l'interesse per le differenti forme d'arte, ne hanno influenzato lo stile e i temi delle opere, spaziando dalla pittura alla scultura, fino all'incisione, diventando l'artista simbolo del paese. Questo legame con la cittadinanza e la frequentazione di altre personalità del paese con simili o associabili interessi, lo hanno portato a diventare, nel 1988, uno dei soci fondatori del Centro Studi "G. Guiso", associazione culturale e di promozione artistico-letteraria che si occupa sia di ricerche storico-artistiche su Orosei e sulle personalità del paese. 
Diventa quindi responsabile artistico di tale Associazione, seguendo e allestendo durante i trenta anni di attività del Centro Studi, eventi di grande spessore culturale e mostre di pittura e scultura ad interesse regionale e nazionale, quali “I libri cubisti”,(1988) “Miròsei”,(1989) “Salvatore Fiume”,(1997) “A giro per le capitali d’Europa”(1992), “Giacinto Satta”(1993), “Espressionisti tedeschi”(1990), “I libri di Iliazd”(1995), “Da Rodin al cielo di Yoko (settanta sculture di piccolo formato del XX secolo)”(2002).
Silba ha intensificato la ricerca nel campo della scultura grazie all’incontro con lo scultore Costantino Nivola, al quale, a venti anni dalla morte, ha reso omaggio con una composizione scultorea di grandi dimensioni (mt h.2,50 X 1,20 di circonferenza), raffigurante un gruppo di tre dee madri, soggetto amato dal Nivola.
Nel 2011 espone presso l'Hotel Mercure. Negli anni successivi, grazie al supporto e alla consulenza di Antonello Cuccu, proseguono le mostre e le esposizioni, che conducono, nel 2019, al festeggiamento dei 50 anni di attività artistica, grazie ad una mostra personale retrospettiva organizzata da Istituto superiore regionale etnografico e da Ilisso Edizioni presso il Museo etnografico sardo.

## Stile
L'opera di Silba è mutata nel tempo, ma non ha mai perso il suo spirito originario e il suo stile alla base della sensibilità artistica. Le opere di Silba seguono un percorso tematico che si lascia ispirare da ricorrenze, occasioni e progetti vari, toccando così diverse tematiche storiche, personaggi, temi personali e così via.

## Opere principali
Tra le principali e più suggestive opere di Silba, si possono individuare:
- Disegni e formelle in argilla di base alla fusione per i portali in bronzo della Chiesa di San Giacomo Maggiore (Orosei) (con opera bronzea di Carmelo Lizzio) - 2008
- Altorilievo a tema mitologico per un Centro Benessere (Orosei)
- Omaggio a Costantino Nivola (Orosei, 2008)
- "Sintesi urbana" - Pannello murale in ceramica in Piazza del Popolo raffigurante il borgo di Orosei - (Orosei)
- Altorilievo in stucco presso il Comune de La Maddalena in occasione del centenario dalla morte di Giuseppe Garibaldi (La Maddalena, 1983)
- "Via Crucis" in terracotta presso la Chiesa di San Gavino (Orosei) (Orosei, 1986)
- Busto in Bronzo di Luigi Oggiano (Siniscola, Orosei)
- Progetto grafico per le indicazioni storico-artistiche del Centro Storico di Orosei (2001)
- "Ultima Cena" -  Pannello in terracotta, 73x98 cm , nell'altare maggiore di Chiesa di San Giacomo Maggiore (Orosei) - 1977
- "Scontro Finale"  - Pannello in argilla refrattaria patinata a freddo, 220 x 470 cm, Sala Consiliare del Municipio, Orosei - 1994

Pubblicazioni:
- Silba A, La mia Bibbia : sacro e arte contemporanea, Orosei, Centro Studi "G. Guiso", 1999
- Agus G. (a cura di)., Alfonso Silba: E torneremo a riveder le stelle, Centro Studi "G. Guiso"/Youcanprint, 2023, ISBN 9791221443370

## Mostre[1]
- 1969 OROSEI, SALETTA SAVANELLA
- 1969 NUORO, GALLERIA IL POZZO
- 1969 AVELLINO, CIRCOLO DELLA STAMPA
- 1970 OLBIA, SALA AZIENDA AUTONOMA PER IL TURISMO
- 1970 MODENA, HOTEL REAL FINI
- 1970 CAGLIARI, GALLERIA LE CADRE
- 1971 ISCHIA, GALLERIA ARMONIA
- 1972 AVELLINO, CIRCOLO DELLA STAMPA
- 1973 NUORO, GALLERIA 31
- 1974 OROSEI, SALA CONSILIARE
- 1975 MODENA, HOTEL REAL FINI
- 1978 ROVERETO, PALAZZO ROSMINI
- 1979 CHIANCIANO, CAPPELLA ANGELOTTI
- 1979 FORLì, GALLERIA L’ACQUARIO
- 1981 BERNA, GALLERIA ZUM BAEREN
- 1981 LA MADDALENA, PALAZZO COMUNALE
- 1982 BRUXELLES, GALLERIA RENCONTRE
- 1982 MAROSTICA, CASTELLO DI MAROSTICA
- 1983 PORDENONE, GALLERIA GREGORETTI
- 1983 HART SEE SCHWEIZ, SALA ESPOSIZIONI HOTEL RòSSLI
- 1984 VERONA, GALLERIA DELL’ARTE NOVELLI
- 1984 MODENA, GALLERIA FARINI 23
- 1984 BAAR, GALLERIA ZEIGT

- 1984 VENEZIA, GALLERIA S. VIDAL
- 1985 FIRENZE, GALLERIA D’ARTE MODERNA
- 1985 MARSCIANO, SALA COMUNALE ALDO CAPITIVI
- 1986 PERUGIA, PALAZZO COMUNALE – SALA SAN SEVERO
- 1987 FIRENZE, GALLERIA D’ARTE TEOREMA
- 1987 ANVERSA, GALLERIA CRUCITTI
- 1987 LATINA, GALLERIA DEL CORSO
- 1988 OLBIA, GALLERIA MIDA
- 1989 BOLOGNA, ARTE SPAZIO 10
- 1991 DALLAS, SALETTA D’ARTE POMODORO
- 1992 BOLOGNA, ARTE FIERA
- 1993 DALLAS, SALETTA D’ARTE POMODORO
- 1994 ROMA, PUNTO DI SVOLTA
- 1995 AVELLINO, PINACOTECA PROVINCIALE
- 1996 HOUSTON, ARCODORO
- 1998 NUORO, BIBLIOTECA S.SATTA
- 1999 SINISCOLA[9]
- 2000 OROSEI, ORATORIO S.S. ROSARIO
- 2001 OLBIA, SALA D’ARTE COMUNALE
- 2002 HOUSTON, ARCODORO
- 2004 MARSCIANO, BIBLIOTECA COMUNALE
- 2005 FORLì, FIERA DELL’ARTE
- 2006 CAGLIARI, SALETTA DELL’ARTE CAFFÈ DEGLI ARTISTI
- 2006 SINISCOLA, PADIGLIONE FESTA DEL MARE
- 2007 ROMA, PALAZZO DELLE REGIONI

- 2007 MILANO, CIRCOLO DELLA STAMPA
- 2007 GENèVE, CIRCOLO ASSOCIAZIONE REGIONALE SARDA
- 2008 HAMBURG, SALETTA ‘‘CULINARIA’’
- 2009 MILANO, BIBLIOTECA UMANISTICA DELL’INCORONATA
- 2009 MILANO, ATELIER TERSICORE
- 2010 NUORO, CAFFÈ D’ARTE TETTAMANZI[7]
- 2011 CAGLIARI, ANTICO PALAZZO DI CITTÀ
- 2011 CAGLIARI, ANTICO PALAZZO DI CITTÀ
- 2012 OLBIA, SALETTA HOTEL MERCURE[8]
- 2013 OROSEI, SALA CONSILIARE
- 2014 PORTO CERVO, LUCI DELLA MUNTAGNA
- 2014 OROSEI, TORRE DI SANT’ ANTONIO
- 2015 PORTO CERVO, LUCI DELLA MUNTAGNA
- 2015 PORTO SAN PAOLO, PALAZZO COMUNALE
- 2015 OROSEI, ‘‘SA PREJONE VETZA’’[10]
- 2015 CAGLIARI, JAZZINO[6]
- 2016 ARZACHENA, GALLERIA SURRAU
- 2016 PORTO SAN PAOLO, SIMPOSIO DI SCULTURA
- 2017 VENEZIA, BIENNALE DI VENEZIA
- 2017 OROSEI, “MONTEGRANATICO”[5]